# Karterios
Karterios (altgriechisch Καρτέρίος Kartépioç, lateinisch Carterius; geboren vor 250; gestorben im 3. oder 4. Jahrhundert) war ein griechischer Maler um die Mitte des 3. Jahrhunderts n. Chr.
Laut einer Erwähnung in der neuplatonischen Vita Plotini des Porphyrios war Karterios um 250 unserer Zeitrechnung der bedeutendste Maler. Amelios, ein Schüler des antiken Philosophen Plotin, beauftragte Karterios, ein Bild seines Lehrers aus dem Gedächtnis zu malen, nachdem sich der Philosoph gegen ein Porträtgemälde seiner selbst gesperrt hatte.